# 5351 Дідро
5351 Дідро (5351 Diderot) — астероїд головного поясу, відкритий 26 вересня 1989 року.
Тіссеранів параметр щодо Юпітера — 3,490.